# Juan Hurtado
Juan Hurtado (Villanueva de los Infantes, provincia de Ciudad Real, fines del siglo XVI - ¿Milán?, d. de 1618), fue un maestro, calígrafo y pedagogo español de la primera mitad del siglo XVII.
Poco se conoce sobre él sino lo que aparece en sus escritos conservados. Era natural de Villanueva de los Infantes, familiar de la Inquisición y "Maestro del Colegio de Santiago y casa de las Vírgines españolas de Milán". En esta última ciudad publicó un Arte de escribir y contar. Tratado de Arithmética (Milano: Giacomo Santonio, 1618, en cuarto)